# Scabiosa vestina
Scabiosa vestina är en tvåhjärtbladig växtart som beskrevs av Facc. och Johann Friedrich Wilhelm Koch. Scabiosa vestina ingår i släktet fältväddar, och familjen Dipsacaceae. Inga underarter finns listade i Catalogue of Life.

## Bildgalleri

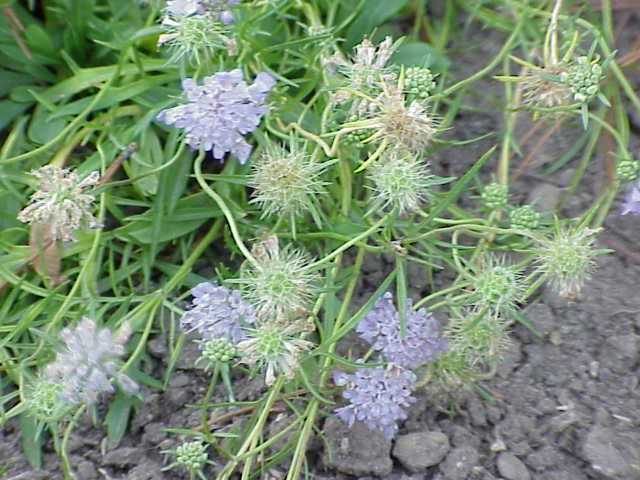